# Нгати-руануи

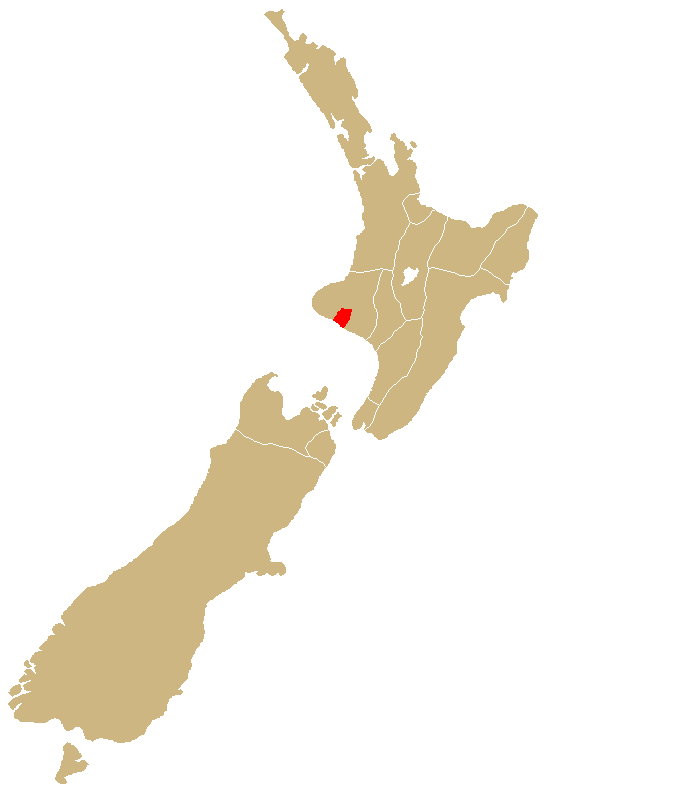
Район расселения племени Нгати Руануи на Северном Новой Зеландии

Нгати Руануи — племя (иви) маори, традиционно проживающий в регионе Таранаки в Новой Зеландии. По данным переписи 2006 года, 7035 человек заявили о своей принадлежности к этому племени. Однако большинство членов в настоящее время живут за пределами традиционных районов племени.

## История

### Ранняя история
Руануи считается одноимённым предком иви. Он был сыном Уэнуку-пуанаке и Танеророа. Уэнуку происходил из племени Такитиму на каноэ (хотя это оспаривается историками маори Матауранга), в то время как Танеророа была дочерью Тури, который прибыл в Новую Зеландию на каноэ Аотеа. Тури первоначально высадились в гавани Аотеа, но со временем поселились вдоль реки Патеа. Со временем потомки Руануи распространились по всему южному Таранаки.

### Мушкетные войны
Нгати Руануи принимал активное участие в межплеменных войнах в XIX веке. В 1816 году на племя с севера вторглись воины Нга Пухи с мушкетами. В течение следующих нескольких десятилетий Нгати Руануи подвергался нападениям со стороны Нгати Тоа, Нгати Фатуа и племён Вайкато. У Нгати Руануи не было защиты от захватчиков, вооружённых мушкетами, и многие жители Нгати Руануи были захвачены в рабство. Другие были просто вытеснены продолжающимися военными действиями.

### Раннее социальное развитие
Даже в условиях межплеменной войны Нгати Руануи сумели построить успешное общество. Сельское хозяйство обеспечивало стабильную экономику. Рабочие Нгати Руануи были наняты в качестве чернорабочих в Нью-Плимуте. Образование и христианство были горячо приняты.

### Новозеландские войны

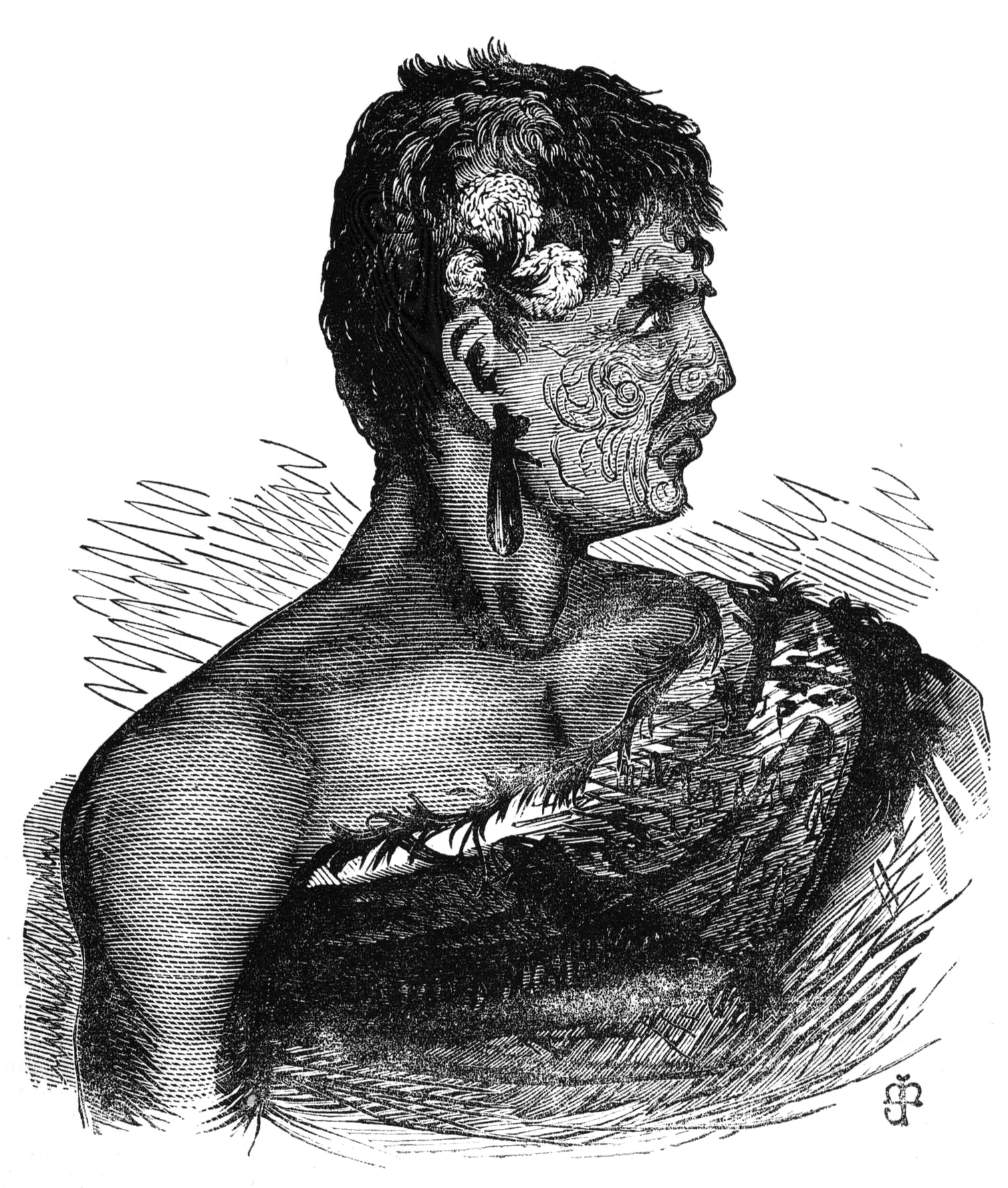
Титоковару, 1869 год

Нгати Руануи с опаской относились к европейским поселенцам и их стремлению получить больше земли. В 1860 году, когда Те Ати Ава вступили в битву с британской короной, Нгати Руануи послал своих воинов на их поддержку. По меньшей мере 10 воинов Нгати Руануи и Нгаруахине погибли во время Первой войны Таранаки, в основном во время обороны Вайреки 28 марта 1860 года, в том числе Те Рей Ханатауа, вождь Тангахо хапу.
В отместку, в 1865 и 1866 годах британские войска вторглись в южный Таранаки, разрушая укрепления и деревни. В 1868 году вождь племени Ривха Титоковару оказал заметное сопротивление британцам, приближавшимся с юга. Среди поселенцев Нью-Плимута иви был известен как «Ngati Ruin-Ruin Us» за эффективность своих нападений. Но в течение нескольких лет Нгати Руануи потеряли большую часть своих земель, вытеснив больше маори с их традиционных земель.

## Нгати Руануи в настоящее время

### Договор о поселении
В 1996 году Трибунал Вайтанги постановил, что Великобритания действовала несправедливо в конфликте с Нгати Руануи. В 2001 году было достигнуто соглашение между правительством Новой Зеландии и Нгати Руануи, которое было принято в закон в 2003 году. Вкратце:
- Правительство Новой Зеландии принесло официальные извинения Нгати Руануи за действия королевских войск во время войн Таранаки и за последующую конфискацию земель
- Правительство признало культурную связь Нгати Руануи с географическими районами в Таранаки и проведёт консультации с иви относительно соответствующего использования в пределах обозначенных районов
- Четыре территории, имеющие значение для Нгати Руануи, общей площадью около 10 гектаров, были возвращены племени.

### Администрация
Те Рунанга о Нгати Руануи является руководящим органом племени. Рунанга управляет активами иви и представляет племя в политических консультациях с правительством Новой Зеландии.

### Радиостанция
Те Коримако О Таранаки — радиостанция Нгати Руануи и других племён в регионе Таранаки, в том числе Нгати Тама, Те Ати Ава, Нгати Мару, Таранаки, Нгати Мутунга, Нгаруахине, Нгаа Рауру. Она начала работу в кампусе Bell Block Политехнического института Таранаки в 1992 году и переехала в кампус Spotswood в 1993 году . Она доступна на 94,8 FM по всему Таранаки.

## Известные люди
- Te Манихера Роутама (? — 1847)
- Te Реи Ханатауа (? — 1860)
- Нгавака Тауруа (? — 1888)
- Ривха Титоковару (1823—1888)
- Хоне Пихама (? — 1890)
- Вирему Хукунуи Манайа (? — 1892)
- София Хинеранги (1834—1911)
- Тамати Хоне Ораукава (1848—1869)
- Дарси Николас (род. 1945)
- Далваниус Прайм (1948—2002)
- Клодетт Хаути (род. 1961)
- Дебби Нгарева-Пакер